# 鴨志田晃
鴨志田 晃（かもしだ あきら、1958年（昭和33年）8月28日 - ）は、日本の経営学者・コンサルタント。東京電力、（株）日本総合研究所、デロイトトーマツコンサルティング（現：アビームコンサルティング）などを経て、横浜市立大学学術院教授、デジタルハリウッド大学大学院ほか複数のビジネススクールの客員教授、非常勤講師を兼務。社外役員、財団委員なども歴任。専門は経営戦略論、サービス経営論、インキュベーション論。

## 経歴
1958年東京都生まれ。私立城北高等学校卒業。横浜国立大学工学部機械工学科卒業後、東京電力入社。企業派遣にて慶應義塾大学大学院経営管理研究科修了 (MBA)。1990年新たに設立された住友グループのシンクタンク（株）日本総合研究所の創設に参画。この間、日本型インキュベーションを標榜して、多数のエネルギー（再生可能エネルギー、独立系発電、ESCO）、e-ビジネス、金融ネット事業コンソーシアムを設立・運営。
2006年より東京工業大学特任教授（-2011年）京都大学経営管理大学院特定教授（2011年-2012年）・特命教授（2012年-2013年）、名古屋商科大学ビジネススクール客員教授（2008年-2019年）、デジタルハリウッド大学大学院客員教授・研究室長（2014年-2022年）.公立大学法人横浜市立大学教授（2012年-2022年）。このほか、日鉄ソリューションズ（NSSOL)社外取締役（2015年-2019年）、横浜市経営向上委員会・審議委員・委員長（2014年-2022年）などを歴任。
現在、法政大学経営学部教授（2022年-)、早稲田大学ビジネススクール非常勤講師（2012年-)、城西国際大学大学院ビジネスデザイン研究科非常勤講師（2022年-)、財団法人JKA機械振興補助事業審査評価委員（2010年-)、ソフィアバンク・アソシエイト（2022年-)、学校法人２１世紀アカデメイア理事（2024年-)など。

## 主な著書

### 単著
- 『金融eビジネス革命』（日刊工業新聞社、2000年）
- 『エネルギービジネス革命』（日刊工業新聞社、2001年）
- 『コンサルタントの時代～21世紀の知識労働者』（文春新書、2003年）
- 『数値化経営の技術』（東洋経済新報社、2004年）
- 『消える中間管理職』（アスキー新書、2007年）
- 『なぜ、ラーメン屋の8割が3年で消えるのか？』（ぱる出版、2012年）
- 『実践MBA式経営学の教科書』（ぱる出版、2016年）

### 共著
- 『智融業の時代～金融業のナレッジ・サービス』（日刊工業新聞社、1999年）
- 『Net Impact』（John Wiley & Sons、2004年）
- 『Innovative Knowledge Management』（IGI Publishing、2011年）